# Hyperthaema cardinalis
Hyperthaema cardinalis är en fjärilsart som beskrevs av Otto Staudinger 1875. Hyperthaema cardinalis ingår i släktet Hyperthaema och familjen björnspinnare. Inga underarter finns listade i Catalogue of Life.